# オラン・バッチ
オラン・バッチ（インドネシア語: Orang-bati）は、インドネシアのセラム島に棲息するとされる未確認動物。

## 特徴
コウモリのような翼と長い尾を持ち、赤みがかった皮膚に黒く厚い毛皮で覆われた人間のような姿であるとされる。西洋の目撃者は「短い黒い毛皮のコートで覆われた裸の女性」と表現した。研究者たちは、他の同様の種で報告されているように、オラン・バッチはサルのような顔をした巨大なコウモリである可能性があることを示唆している。
オラン・バッチは巨大な翼幅を持ち、攻撃する前に恐ろしい音を発し、森や家に急降下して獲物を捕えると近隣の村人たちは主張している。人間の子供を好み、住処である死火山に毎朝戻っては捕えた子供たちをそこで貪り食うとされている。オラン・バッチの存在を信じる人間によると、フィリピンヒヨケザルを捕食するフィリピンワシのように、サルの棲息しないセラム島では人間の小さな子供を捕食すると考えられている。
セラム島付近の他の島でも目撃報告があるが、セラム以外では人を捕食する例は見られないとされる。ジャワ島に棲息するとされるアフールと同一視する意見もある。